# Big Stone County
Das Big Stone County ist ein County im US-amerikanischen Bundesstaat Minnesota. Im Jahr 2020 hatte das County 5166 Einwohner und eine Bevölkerungsdichte von 4,0 Einwohnern pro Quadratkilometer. Der Verwaltungssitz (County Seat) ist Ortonville, das nach seinem Gründer Cornelius Knute Orton benannt wurde.

## Geografie

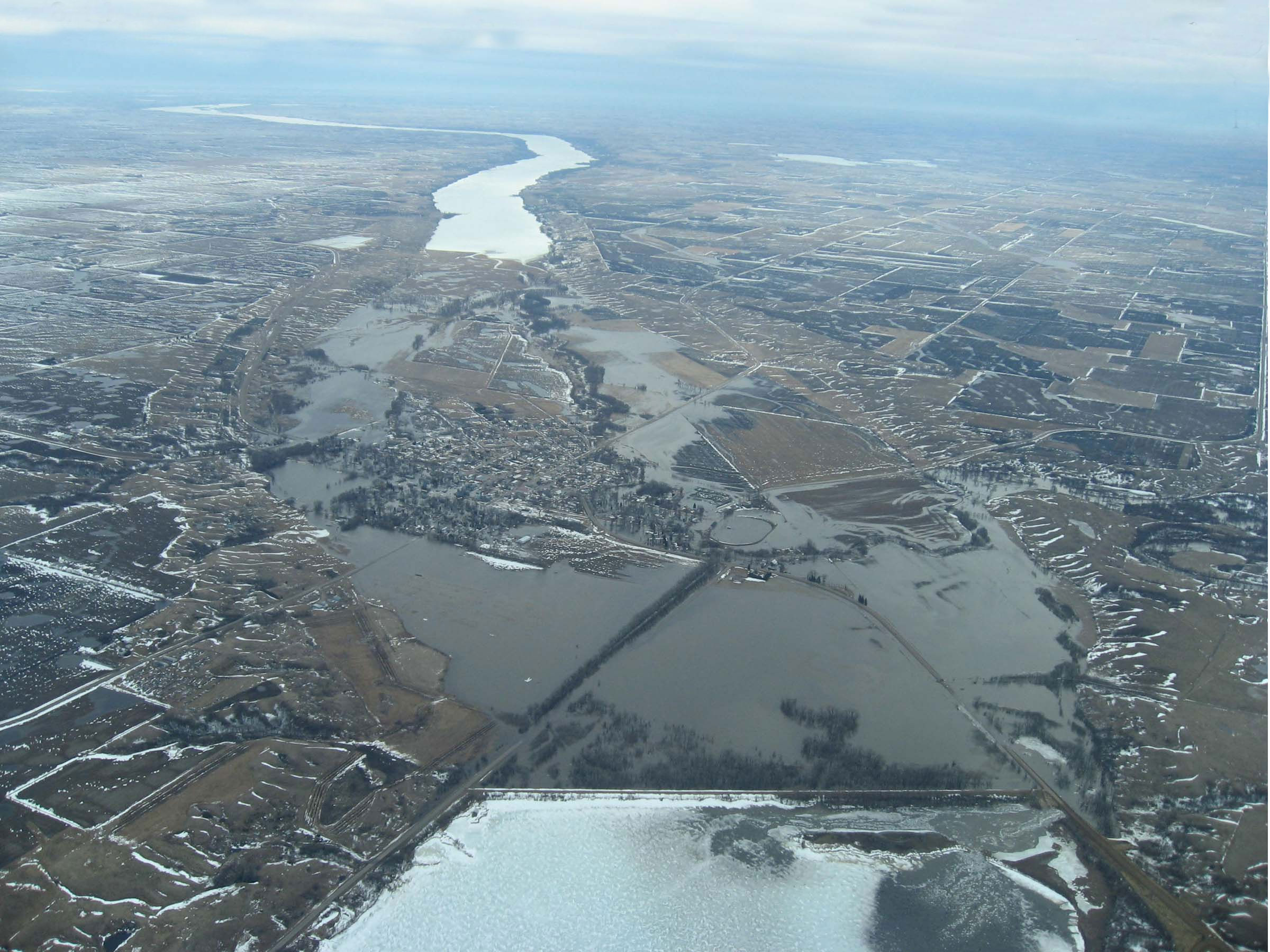
Browns Valley

Das County liegt im Westen von Minnesota. Es hat eine Fläche von 1367 Quadratkilometern, wovon 80 Quadratkilometer Wasserfläche sind.
Das County liegt am nordöstlichen Ufer des Big Stone Lake, der die Grenze zu South Dakota bildet. Den Abfluss des Sees bildet der Minnesota River, der das County nach Südwesten begrenzt. Im äußersten Nordwesten verläuft die Wasserscheide zwischen Atlantik und Arktischem Ozean.

An das Big Stone County grenzen folgende Nachbarcountys:
| Roberts County (South Dakota) | Traverse County      | Stevens County |
|                               |                      |                |
| Grant County (South Dakota)   | Lac qui Parle County | Swift County   |

## Geschichte
Das Big Stone County wurde am 20. Februar 1862 aus dem nur noch in Wisconsin existierenden Pierce County gebildet. Benannt wurde es nach dem Big Stone Lake.
Neun Bauwerke und Stätten des Countys sind im National Register of Historic Places eingetragen (Stand 28. Januar 2018).

## Ortschaften im Big Stone County
Nach der Volkszählung im Jahr 2010 lebten im Big Stone County 5269 Menschen in 2395 Haushalten. Die Bevölkerungsdichte betrug 4,1 Einwohner pro Quadratkilometer. In den 2395 Haushalten lebten statistisch je 2,15 Personen.
Ethnisch betrachtet setzte sich die Bevölkerung zusammen aus 98,3 Prozent Weißen, 0,3 Prozent Afroamerikanern, 0,5 Prozent amerikanischen Ureinwohnern, 0,1 Prozent Asiaten sowie aus anderen ethnischen Gruppen; 0,9 Prozent stammten von zwei oder mehr Ethnien ab. Unabhängig von der ethnischen Zugehörigkeit waren 0,9 Prozent der Bevölkerung spanischer oder lateinamerikanischer Abstammung.
20,9 Prozent der Bevölkerung waren unter 18 Jahre alt, 53,8 Prozent waren zwischen 18 und 64 und 25,3 Prozent waren 65 Jahre oder älter. 51,3 Prozent der Bevölkerung war weiblich.

Das jährliche Durchschnittseinkommen eines Haushalts lag bei 44.438 USD. Das Pro-Kopf-Einkommen betrug 24.960 USD. 11,2 Prozent der Einwohner lebten unterhalb der Armutsgrenze.
Alle Ortschaften haben den Gemeindestatus City.
| - Barry - Beardsley - Clinton - Correll | - Graceville - Johnson - Odessa - Ortonville1 |

1 – teilweise im Lac qui Parle County

## Gliederung
Das Big Stone County ist in 14 Townships eingeteilt:
| Township               | Einwohner (2010) | FIPS     |
| ---------------------- | ---------------- | -------- |
| Akron Township         | 168              | 27-00532 |
| Almond Township        | 110              | 27-01126 |
| Artichoke Township     | 79               | 27-02350 |
| Big Stone Township     | 275              | 27-05788 |
| Browns Valley Township | 358              | 27-08182 |
| Foster Township        | 112              | 27-22058 |
| Graceville Township    | 197              | 27-24776 |

| Township            | Einwohner (2010) | FIPS     |
| ------------------- | ---------------- | -------- |
| Malta Township      | 98               | 27-39608 |
| Moonshine Township  | 131              | 27-43828 |
| Odessa Township     | 132              | 27-48076 |
| Ortonville Township | 2011             | 27-48724 |
| Otrey Township      | 87               | 27-49120 |
| Prior Township      | 247              | 27-52576 |
| Toqua Township      | 53               | 27-65200 |

Die Städte Barry, Clinton, Correll, Graceville und Odessa gehören keiner Township an.